# جاده ئی۰۰۵ اروپا
جاده ئی۰۰۵ اروپا (به انگلیسی: European route E005) یکی از جاده‌های درجه ۲ قاره اروپا است.
این جاده که در کشور ازبکستان قرار دارد، از شهر گوزا شروع شده در شهر سمرقند به پایان میرسد.